# Леритье де Брютель, Шарль Луи
Шарль Луи́ Леритье́ де Брюте́ль (фр. Charles Louis L'Héritier de Brutelle, 15 июня 1746 — 16 августа 1800) — французский ботаник и судья.

## Биография
Шарль Луи Леритье де Брютель родился в Париже 15 июня 1746 года в богатой семье, принадлежавшей к высшему сословию. В 26 лет он получил должность смотрителя вод и лесов в регионе Парижа, что было сравнительно высокой административной должностью. В 1775 год получил новую правительственную должность: был назначен судьёй в Париже.

## Научная деятельность

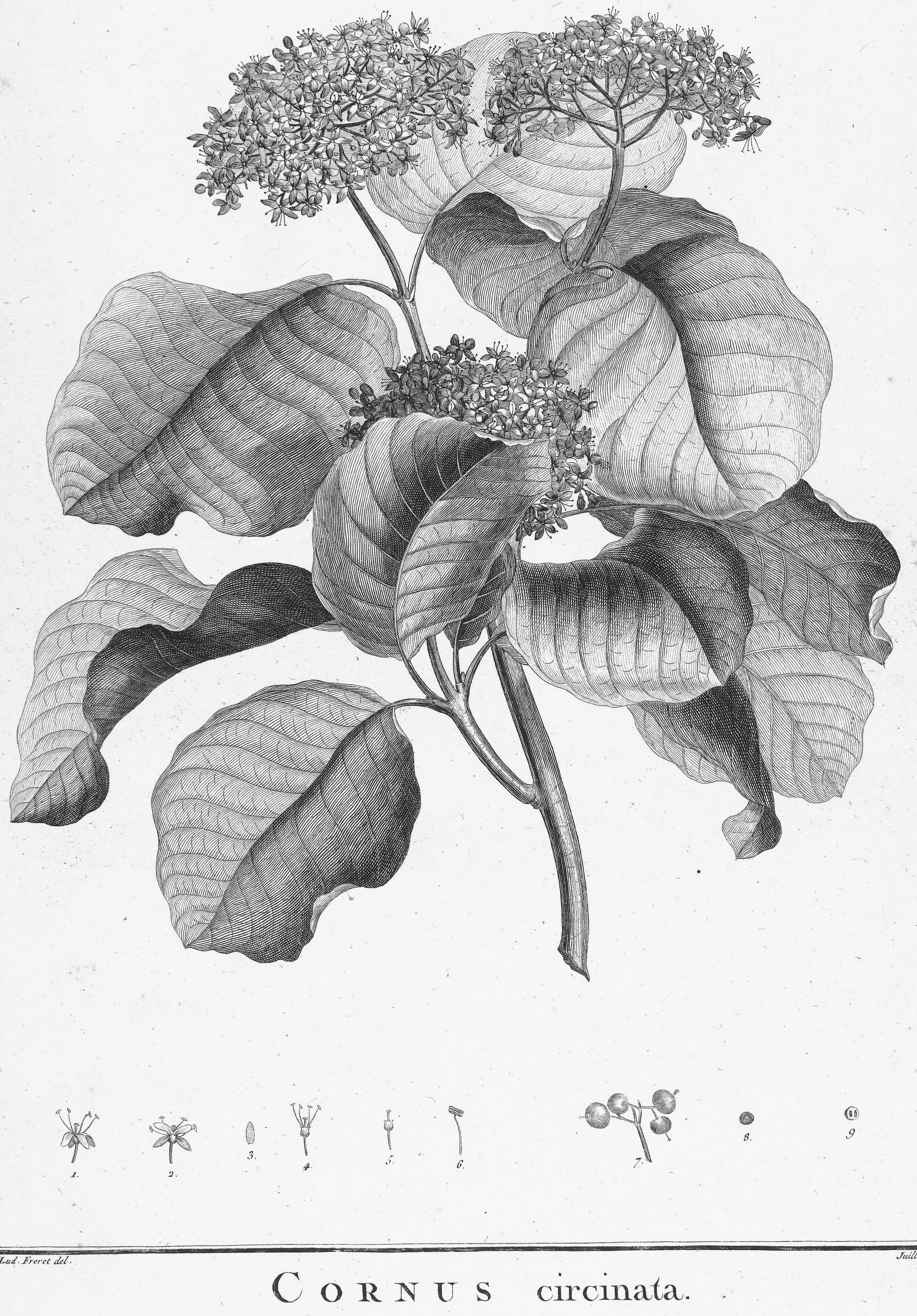
Cornus rugosa. Иллюстрация из работы Cornus: specimen botanicum sistens descriptiones et icones specierum corni minus cognitarum, 1788

Шарль Луи Леритье де Брютель проводил различные исследования деревьев и кустарников своей страны. Леритье де Брютель интересовался также экзотической флорой. Карл Людвиг Вильденов (1765—1812) и Огюстен Пирам Декандоль (1778—1841) признали и оценили его ботанические работы. Леритье де Брютель внёс значительный вклад в ботанику, описав множество видов растений. Он специализировался на папоротниковидных и на семенных растениях. С 1795 года Леритье де Брютель был членом Французской академии наук. После своей смерти 16 августа 1800 года Шарль Луи Леритье де Брютель оставил гербарий из приблизительно 8000 видов растений и большую ботаническую библиотеку.

## Смерть
Шарль Луи Леритье де Брютель был убит неизвестным около своего дома. Это преступление не было раскрыто. После смерти учёного его гербарий из 8000 видов растений был продан швейцарскому ботанику Огюстену Пираму Декандолю и теперь находится в Женеве.

## Научные работы
- Stirpes Novae aut minus cognitae, quas descriptionibus et iconibus illustravit… Paris, ex typographia Philippi-Dionysii Pierres (1784)[5].
- Sertum anglicum.
- Geraniologia, seu Erodii, Pelargonii, Geranii, Monsoniae et Grieli, Historia iconibus illustrata, Parisii, Typo Petri-Francisci Didot (1787—1788).
- Cornus: specimen botanicum sistens descriptiones et icones specierum corni minus cognitarum, Parisiis, Typis Petri-Francisci Didot, (1788)[6].
- Mémoire sur un nouveau genre de plants appelé Cadia, Magasin encyclopédique, (1795).

## Почести
Род растений Heritiera Ait. семейства Мальвовые был назван в честь Леритье де Брютеля.
В его честь были также названы следующие виды растений: Monsonia lheritieri DC., Sarcocaulon lheritieri Sweet и Eugenia lheritieriana DC..